# NGC 6410
NGC 6410 é uma estrela dupla na direção da constelação de Draco. O objeto foi descoberto pelo astrônomo Lewis Swift em 1887, usando um telescópio refrator com abertura de 16 polegadas. 